# Цорос
Цорос (калм. Цорос) — посёлок в Городовиковском районе Калмыкии, в составе Южненского сельского муниципального образования.
Основан в результате объединения хотонов Цоросова, Шеретова и Тарачинерова родов
Население — 118 (2010).

## Физико-географическая характеристика
Посёлок расположен на востоке Городовиковского района, в пределах Ставропольской возвышенности, к югу от балки Гахин (Гахан-Кюль). Средняя высота над уровнем моря — 68 м. Рельеф местности равнинный, полого-увалистый. Посёлок окружён полями, распространены полезащитные лесонасаждения. Почвы — чернозёмы южные, к востоку от посёлка переходят в тёмно-каштановые. Почвообразующие породы — глины и суглинки.
По автомобильной дороге расстояние до столицы Калмыкии города Элиста составляет 240 км, до районного центра города Городовиковск — 11 км, до административного центра сельского поселения посёлка Южный — 4 км. С северо-запада посёлок обходит автодорога Городовиковск — Яшалта.
Климат
Климат умеренный континентальный (согласно классификации климатов Кёппена-Гейгера — Dfa). Среднегодовая температура воздуха положительная и составляет + 10,2 °C, средняя температура самого холодного месяца января — 3,5 °C, самого жаркого месяца июля + 23,9 °C. Расчётная многолетняя норма осадков — 459 мм. Наименьшее количество осадков выпадает в феврале (27 мм), наибольшее в июне (54 мм)

## История
Основан в конце XIX-начале XX века в результате объединения хотонов Цоросова, Шеретова и Тарачинерова родов. Согласно данным за 1873 годы хотоны Цоросова, Шеретова и Тарачинерова родов располагались в урочище Ики-Кюль. Согласно Списку населённых мест Ставропольской губернии по сведениям за 1873 год в хотоне Цоросова рода (зайсанга Ледже Багадыкова) имелись 96 дворов (кибиток), 1 хурул (молитвенный дом) и 5 домов, всего проживало 545 человек, в хотоне Шеретова рода (зайсанга Чакчун Хараманджиева) имелось 54 двора, проживало 280 человек, в хотоне Тарачинерова рода (зайсанга Баче Маштакова) имелся 21 двор, проживало 120 человек.
Не позднее 1881 года хотоны всех трёх родов переместились к балке Гахан-Кюль. Согласно Списку населённых мест Ставропольской губернии в 1909 году в поселении Цоросова, Шеретова и Тарачинерова родов имелось 135 дворов, проживало 339 душ мужского и 343 женского пола. В хотоне имелись школа, церковь (буддийский храм), хлебозапасный магазин, 2 пожарных обоза. Согласно данным за 1917 год населённый пункт значится как посёлок Цоросов (Цоросов-Шеретово-Тарачинеров).
В 1925 году в Цорос переносится административный центр Бюдермис-Кебютовского аймака, который переименовывается в Цоросовский (впоследствии Цоросовский сельсовет). На карте Калмыцкой автономной области 1928 года обозначен как посёлок Цоросовский.
Летом 1942 года Цорос, как и другие населённые пункты улуса, был оккупирован немецко-фашистскими захватчиками. Освобожден в январе 1943 года.
28 декабря 1943 года калмыцкое население было депортировано. Посёлок, как и другие населённые пункты Западного улуса Калмыцкой АССР, был передан Ростовской области. В августе 1949 года Цорос переименован в село Маёвка, Цоросовский сельсовет переименован в Октябрьский.
Калмыцкое население стало возвращаться после отмены ограничений по передвижению в 1956 году. Посёлок возвращён вновь образованной Калмыцкой автономной области в 1957 году. Название Цорос возвращено после передачи Калмыцкой автономии.
В поздний советский период здесь размещалось отделение совхоза «Южный».
В 1961 году указом Президиума Верховного Совета РСФСР поселок Маёвка переименован в Цорос.

## Население
Динамика численности населения
| 1909 |
| ---- |
| 682  |

| 2002 | 2010 |
| ---- | ---- |
| 131  | ↘118 |

Национальный состав
Согласно результатам переписи 2002 года большинство населения посёлка составляли калмыки (68 %), русские составляли 30 % населения посёлка

## Социальная сфера
- Клуб Цоросовской молодёжи
- Футбольный стадион «Цорос»

## Улицы
В посёлке 4 улицы — Западная, Молодёжная, Центральная и Южная

## Известные жители и уроженцы
- Дёмкин, Владимир Иванович (1921—2001) — Герой Социалистического Труда, заслуженный механизатор РСФСР.